# Gioni Signorell
Gioni Signorell (* 19. April 1949 in Savognin) ist ein Schweizer Architekt, Maler und Bildhauer.

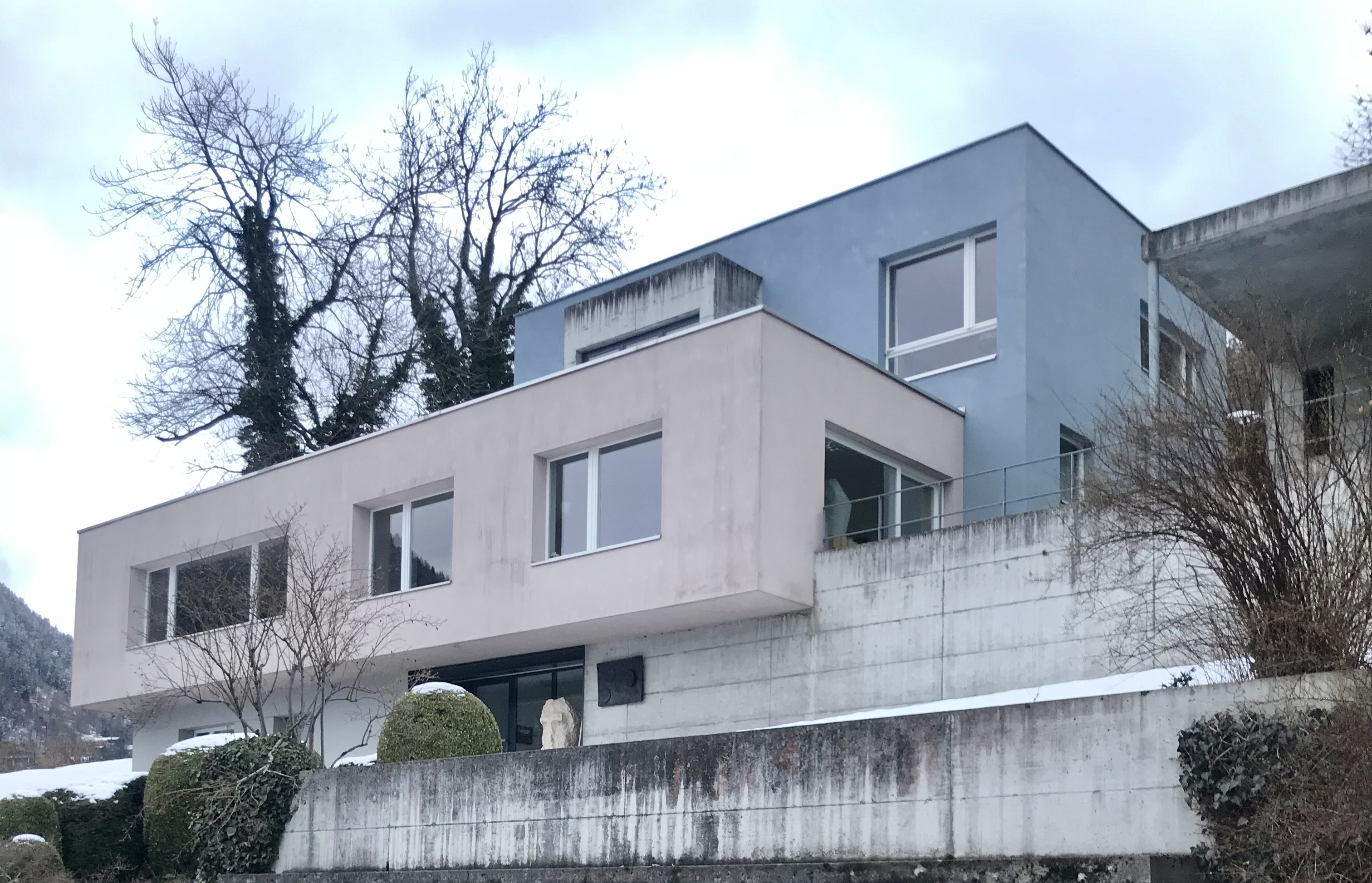
Haus Conrad-Lardelli, Chur

## Werdegang
Gioni Signorell wuchs in Domat/Ems auf und machte von 1965 bis 1974 eine Lehre als Hochbauzeichner mit späterer Weiterbildung zum Architekten an der HTL. Von 1977 bis 1979 war er als Mitarbeiter bei Richard Brosi und von 1979 bis 1984 als Mitarbeit bei Rudolf Fontana tätig. 1979 besuchte er die Sommerakademie in Salzburg unter Hans Hollein. Seit 1984 ist er als freiberuflicher Architekt, Maler und Plastiker in Chur und Domat/Ems tätig. Von 1992 bis 1999 war Signorell Präsident der Gesellschaft Schweizerischer Maler, Bildhauer und Architekten der Sektion Graubünden.

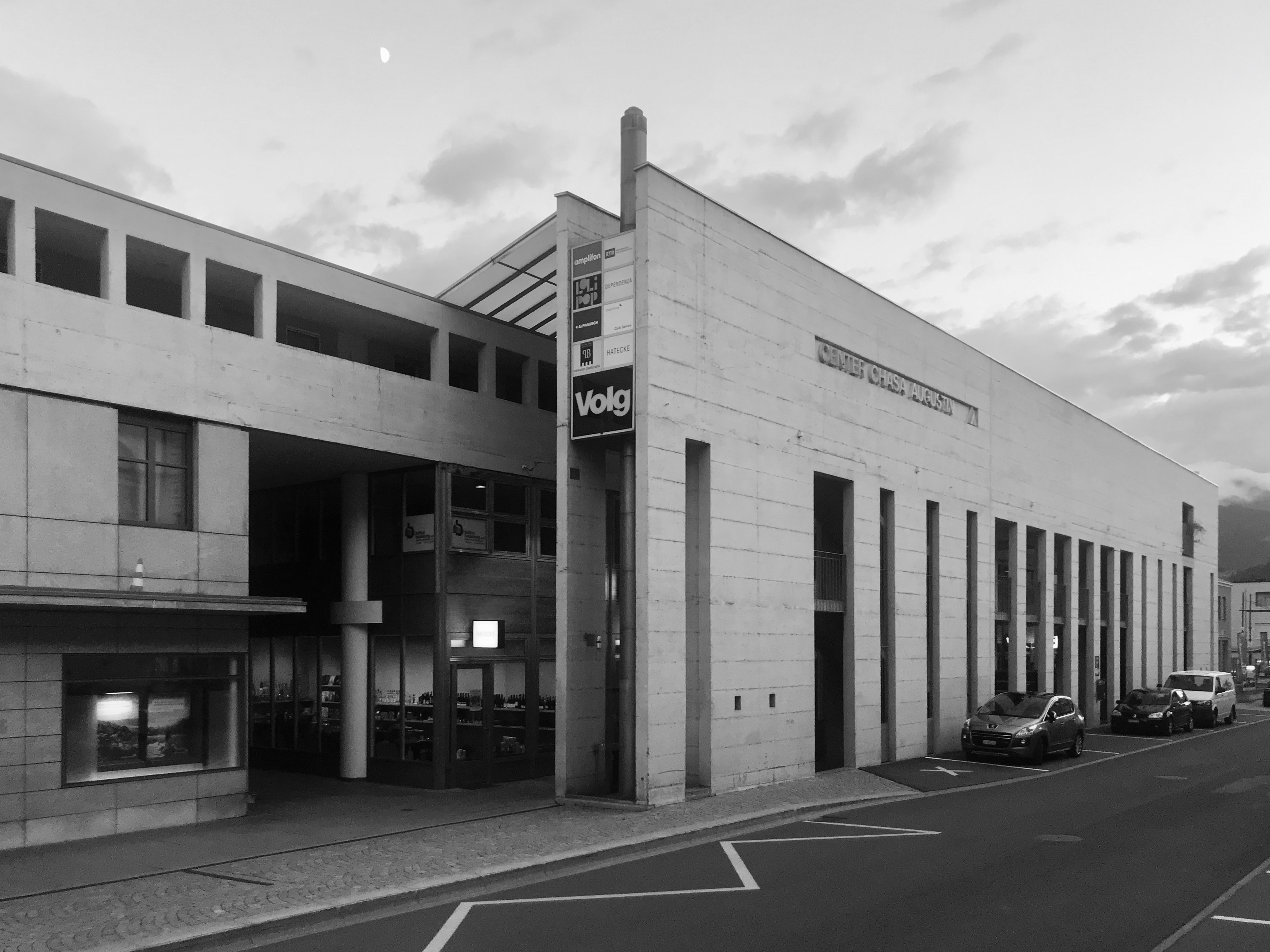
Center Chasa Augustin, Scuol

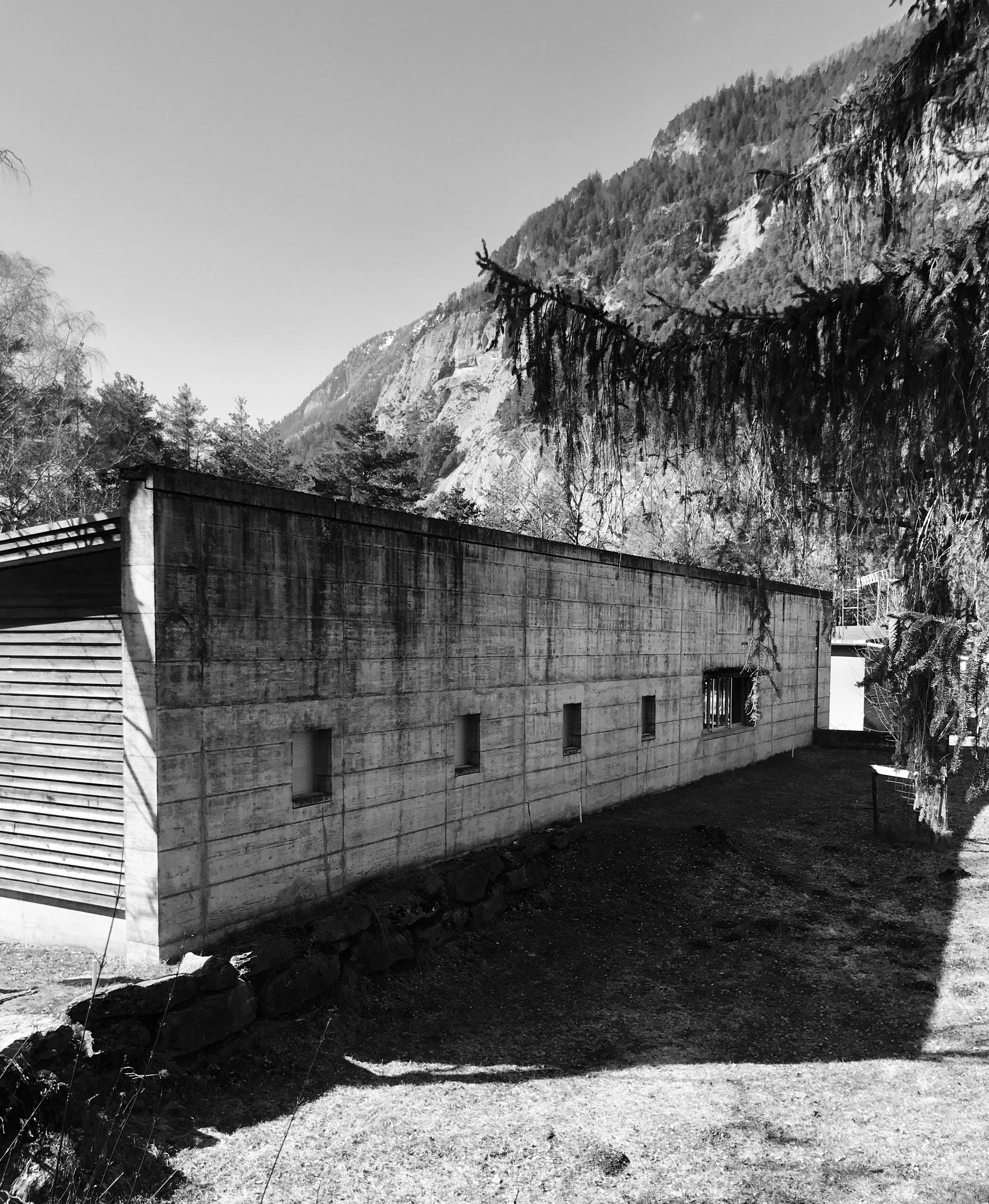
Militärgebäude, Felsberg

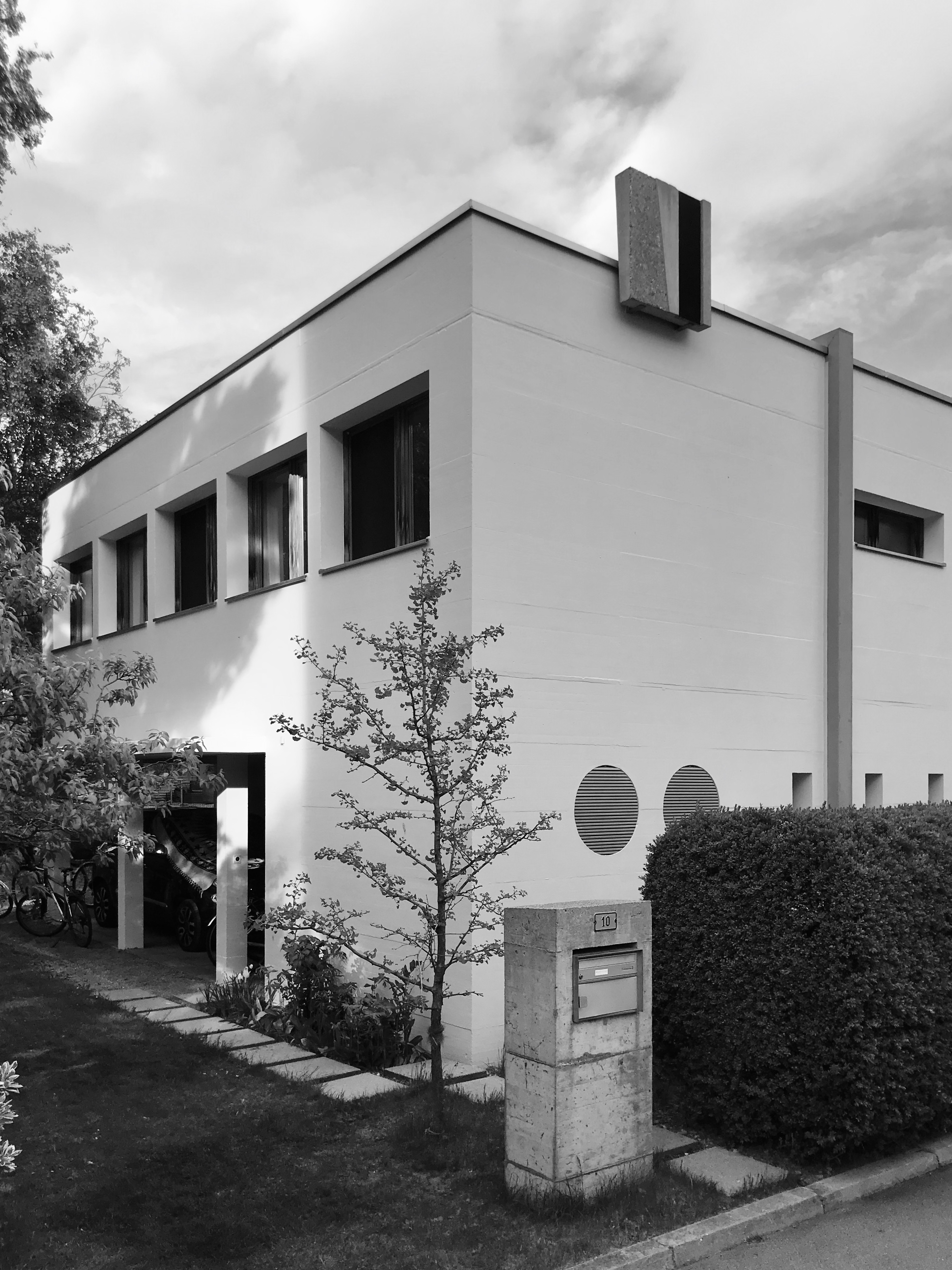
Haus Willi, Domat/Ems

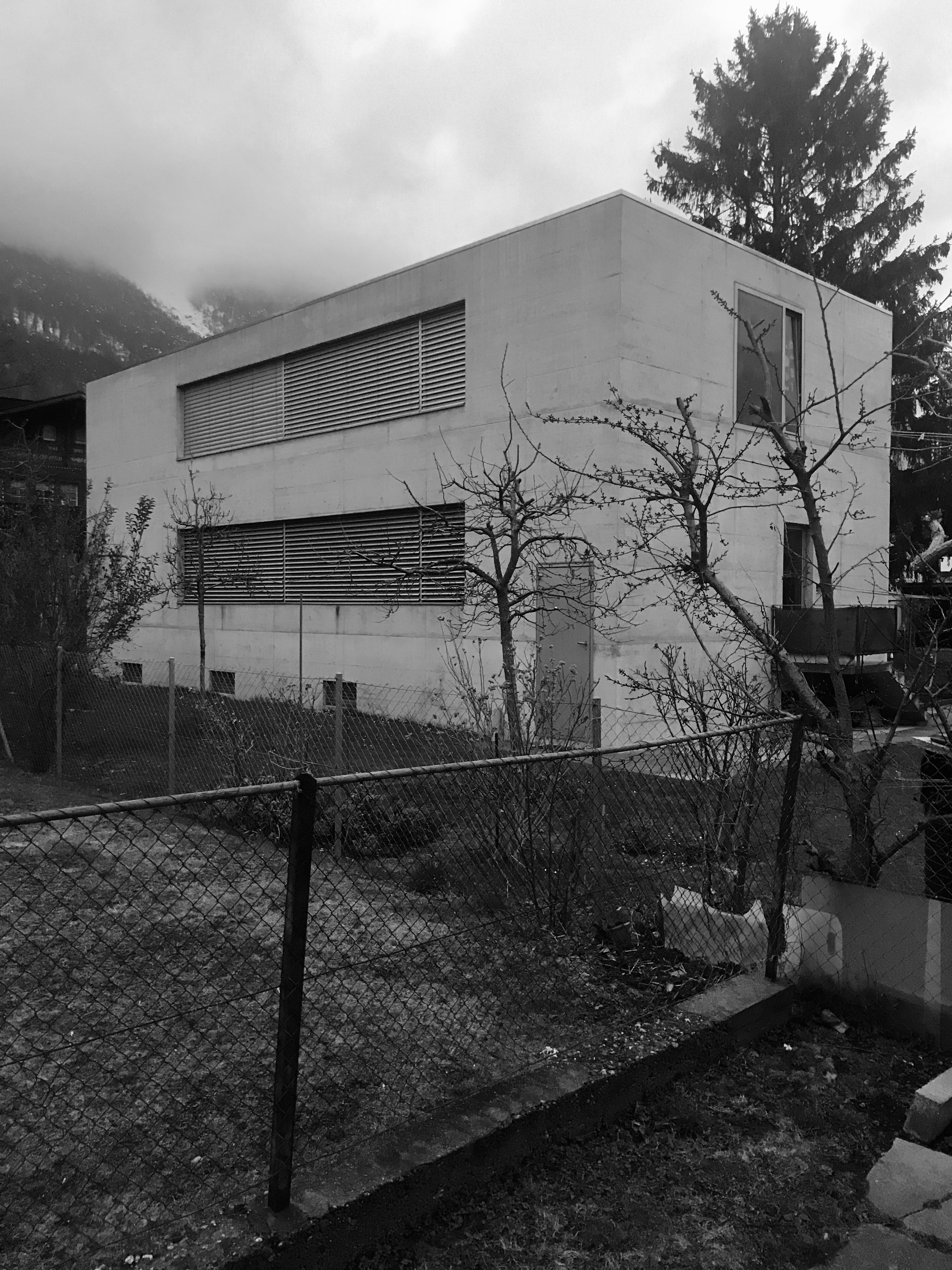
Haus Bottaholds, Domat/Ems

Im Jahr 2002 wurde Signorell in den Bund Schweizer Architekten berufen. Gioni Signorell lehrte an der HTL.
Gioni Signorells Bruder ist der Fotograf Gaudenz Signorell.

## Werk
Fotografisch wurden Signorells Bauten von Christian Kerez, Reto Führer und Ralph Feiner dokumentiert.
als Mitarbeiter bei Rudolf Fontana
- 1981–1983: Gemeindezentrum Tircal, Domat/Ems

als Mitarbeiter bei Beat Consoni:
- 1984–1986: Center Chasa Augustin, Scuol[2]

eigene Bauten
- 1988–1989: Haus Willi, Domat/Ems
- 1991–1992: Erweiterung Haus Conrad-Lardelli, Chur, mit Branger & Conzett[3][4]
- 1996–1999: Haus Bottaholds, Domat/Ems[5]
- 2002: Temporärer Pavillon der Kathedrale St. Mariä Himmelfahrt, Chur, mit Rudolf Fontana[6][7]
- 2003: Dorfplatz, Domat/Ems, mit Rudolf Fontana[8]
- 1997–2007: Restaurierung Kathedrale St. Mariä Himmelfahrt, Chur, mit Rudolf Fontana und Jürg Buchli[9][10]
- 2016: Umbau Stadthaus – Casinoplatz 1, Chur, mit Conzett Bronzini Partner[11]
- 2018: Ort der Erinnerung, Chur, mit Conzett Bronzini Partner
- seit 2018: Restaurierung Sogn Gion, Domat/Ems, mit Marcel Liesch und Ingenieur Plácido Pérez[12]
- 2018–2019: Gemeindehaus, Domat/Ems mit Marcel Liesch
- 2006–2020: Restaurierung Domschatzmuseum, Chur, mit Rudolf Fontana und Marcel Liesch
- Zweifamilienhaus, Domat/Ems
- Militärgebäude, Felsberg, mit Jürg Conzett

Plastiken
- 1988: Relief, Eisen mit Teer bemalt, 50×50×1 cm
- 1997: Relief, Bronze, 60,5×84, 5×11,5 cm

Malerei
- 1989: Zeichnung, Dispersion auf Papier, 21,5×29,5 cm

## Auszeichnungen und Preise
als Mitarbeiter bei Rudolf Fontana
- 1987: Auszeichnung für gute Bauten Graubünden für Gemeindezentrum Tircal, Domat/Ems

eigene Preise
- 1987: Auszeichnung für gute Bauten im Kanton Graubünden für Center Augustin, Scuol
- 1994: Auszeichnung für gute Bauten im Kanton Graubünden für Umbau Haus Conrad, Chur[13]
- 2004: Anerkennungspreis der Stadt Chur[14]
- 2006: Auszeichnung – Neues Bauen in den Alpen für Dorfplatz, Domat/Ems[15][16]
- 2011: Anerkennungspreis des Kantons Graubünden[17]

## Ehemalige Mitarbeiter
- Robert Albertin

## Ausstellungen
- 2007: Gebaute Bilder, Architektur und Fotografie in Graubünden, Gelbes Haus[18]
- 2022: Jahresausstellung, Bündner Kunstmuseum[19]